# Elemente und Ursprünge totaler Herrschaft
Elemente und Ursprünge totaler Herrschaft (1955 auf Deutsch erschienen) ist das umfangreichste Werk der politischen Theoretikerin Hannah Arendt und gilt als ihr politisches Hauptwerk. Arendt untersucht darin die historische Entstehung und die gemeinsamen politischen Merkmale des Nationalsozialismus und des Stalinismus. Der Titel ist eines der frühesten Standardwerke der Totalitarismusforschung.

## Entstehung
Direkt nach dem Zweiten Weltkrieg begann Arendt ein umfassendes Werk über die Ursprünge und Besonderheiten des Nationalsozialismus, 1948 und 1949 ergänzt um die des Stalinismus. Ihre Studien standen zunächst unter dem Arbeitstitel Elemente der Schande: Antisemitismus – Imperialismus – Rassismus. Weitere in Erwägung gezogene Titel waren Die drei Säulen der Hölle oder Eine Geschichte der totalen Herrschaft. In der ersten, im März 1951 in den USA erschienenen, englischen Fassung The Origins of Totalitarianism sind die Ausführungen über den Stalinismus, aber auch die Analyse des Nationalsozialismus noch nicht vollständig. In London wurde das Buch mit dem Titel Burden of Our Time veröffentlicht. Die deutsche Fassung von 1955 enthält zahlreiche neuere Quellen. 1958 erschien eine von der Autorin bearbeitete und erweiterte Neuauflage, 1966 schließlich die umfangreichste letzte Edition. Sie schreibt dazu 1966, das ursprüngliche Manuskript sei im Herbst 1949 fertig gestellt worden.
Das Werk wurde nach mehreren Zwischenentwürfen in drei Teile gegliedert: Antisemitismus, Imperialismus und Totale Herrschaft. Während Arendt für die beiden ersten Teile in hohem Maße auf historisches und literarisches Quellenmaterial zurückgreifen konnte, musste sie sich den Hintergrund für den dritten Teil neu erarbeiten. Mitte 1947 äußerte sie dazu in einem Brief an Karl Jaspers: „Den muss ich ganz neu schreiben, weil mir dazu wesentliche Dinge, vor allem auch der Zusammenhang mit Rußland, erst jetzt aufgegangen sind.“ (Arendt)
Neben dem historischen Quellenstudium zog Arendt Denker wie Kant und Montesquieu heran und wertete auch literarische Quellen aus (u. a. Marcel Proust, Joseph Conrad). Ihre hauptsächliche Methode ist jedoch eine „des buchstäblichen Ernstnehmens ideologischer Meinungen“ (Arendt), da sie vielen Beobachtern und Historikern unterstellt, diese zugunsten der realpolitischen Motive unterschätzt zu haben.
Arendt widmete das Werk ihrem Ehemann Heinrich Blücher, dem sie auch die terminologische Anregung zu dem Begriff des „antipolitischen Prinzips“ verdankte.

## Zentrale Thesen
Im ersten Teil ihres Buches rekonstruiert sie die Entwicklung des Antisemitismus im 18. und 19. Jahrhundert, im zweiten Teil das Aufkommen des Rassismus und des Imperialismus im 19. und frühen 20. Jahrhundert bis zum Nationalsozialismus und ihre politische Funktion, und im dritten Teil die beiden historischen Formen totaler Herrschaft. Sie vertritt die These, dass diese auf der wachsenden Zerstörung des politischen Raums durch die Entfremdung des Individuums in der Massengesellschaft beruhen. Vor dem Hintergrund des gleichzeitigen Zerfalls der Nationalstaaten durch die Dynamik des Imperialismus waren traditionelle Politikformen, wie z. B. die Parteien, den Techniken der Massenpropaganda der totalitären Bewegungen klar unterlegen.
Laut Arendt waren die Historiker der unmittelbaren Nachkriegszeit die Antwort auf die Frage, warum gerade die Juden Schmähung, Verfolgung und Vernichtung erlitten hatten, schuldig geblieben. Ausgangspunkt ist für Arendt eine Kritik der Ideologien des 19. Jahrhunderts, mit der sie die bis dahin üblichen Thesen und Vorgehensweisen der Geschichtsschreibung hinterfragt. Arendt rückt bewusst von den Kausalerklärungen der üblichen Beschreibungen der politischen Geschichte ab, indem sie eine Analyse der ideengeschichtlichen Ursprünge und Hauptelemente des Nationalsozialismus vorlegt, die die zugrunde liegenden politischen Verflechtungen berücksichtigt, anstatt das Geschehen auf diese zu reduzieren. Sie kommt dem Charakter des Nationalsozialismus und Stalinismus als „Bruch der Geschichte“ damit näher als vorangegangene Arbeiten zu den totalitären Bewegungen. Das Werk ist keine reine Geschichtsschreibung.
Arendt stellt die These auf, dass jede Weltanschauung oder Ideologie durch eine totalitäre Bewegung übernommen und durch massiven Terror in eine neue Staatsform überführt werden kann. In der bisherigen Geschichte konnten nur der Nationalsozialismus und der Stalinismus diesen Vorgang voll realisieren, einerseits für die Ideologie von Rassismus und Antisemitismus, andererseits für die der „klassen- und nationslosen Gesellschaft“, so zumindest ihre Ansicht bis 1966 (dem Zeitpunkt der Edition der dritten und letzten Auflage). Im Gegensatz zu anderen Autoren klassifiziert Arendt nur diese beiden Systeme als totalitär und nicht jede „Einparteiendiktatur“ (wie den italienischen Faschismus oder die Systeme der Staaten des Warschauer Paktes), auch nicht die Sowjetunion nach Stalins Tod. Als Kriterien für die Unterscheidung der „totalen Herrschaft“ von der gewöhnlichen Diktatur nennt Arendt den Einbezug aller Lebensbereiche in das System der Herrschaft (nicht nur der politischen) und insbesondere für den Nationalsozialismus die völlige Verkehrung der Rechtsordnung, die verbrecherische Gewalt und Massenmorde zur Regel machte; und den Anspruch auf globale und ausschließliche Geltung dieser Herrschaft:

„Der Kampf um totale Herrschaft im Weltmaßstab und die Zerstörung aller anderen Staats- und Herrschaftsformen ist jedem totalitären Regime eigen ….“

Arendt warnte, dass neben dem Kommunismus auch der Antikommunismus als „offizielle Gegenideologie“ der Ära des Kalten Krieges dazu neige, einen imperialen und tendenziell totalen Anspruch auf Weltherrschaft zu entwickeln. Auch wenn es im Laufe der Geschichte immer wieder Weltmächte gegeben hat, z. B. das Römische Reich, haben diese jedoch keine totalitären Züge gehabt. In diesem geschichtlichen Zusammenhang erarbeitete sie einen neuen Begriff der friedlichen Revolution.

## Antisemitismus, Imperialismus und totale Herrschaft
Arendt zeichnet den Zusammenhang des modernen Antisemitismus mit der Entwicklung der Nationalstaaten nach. Eine besondere Rolle in der Entstehung des modernen Antisemitismus spielt dabei der Rationalismus. Sie verwirft alle Ideologien des 19. Jahrhunderts, wie die bürgerliche Wissenschaftsgläubigkeit, z. B. des Darwinismus. Aber auch den Idealismus lehnt sie als Ursprung des nationalsozialistischen „Gesetzes der Natur“ ab. Ebenso steht sie dem geschichtsphilosophischen Fortschrittsoptimismus, der sich beispielsweise im Marxismus zeige, kritisch gegenüber. Darüber hinaus bemängelt sie die pessimistischen Geschichtsauffassungen, da sie Vorstellungen linearer Entwicklungen in keiner Form akzeptiert, sondern von der Möglichkeit eines Neuanfangs oder des Scheiterns einer jeden neuen Generation überzeugt ist.

### Entstehung des modernen Antisemitismus
Der Antisemitismus wird im 18. und 19. Jahrhundert zu einer an den Nationalismus gebundenen irrationalen Ideologie. „Man könnte sagen, daß es das Wesen der Ideologie ist, aus einer Idee eine Prämisse zu machen, aus einer Einsicht in das, was ist, eine Voraussetzung für das, was sich zwangsmäßig einsichtig ereignen soll. Jedoch haben die Verwandlung der den Ideologien zugrunde liegenden Ideen in solche Prämissen erst die totalitären Gewalthaber wirklich vollzogen.“
In Bezug auf den Nationalismus macht Arendt einen großen Unterschied zwischen sozialistischen und antisemitischen Parteien im 19. und frühen 20. Jahrhundert. Während Erstere für die nationale Unabhängigkeit und Freiheit aller unterdrückten Völker auf der Linie der besten Traditionen des 18. Jahrhunderts kämpften – mit Modifikationen je nach persönlicher Haltung –, vertraten die antisemitischen Parteien einen völkischen Supranationalismus.
Eine besondere Bedeutung für die Entwicklung dieser national-völkischen Ideologie sieht Arendt im Imperialismus, den sie mit Bezug auf die Imperialismustheorie Rosa Luxemburgs als Grundlage für die weitere Entwicklung des Antisemitismus und des Rassismus untersucht. Während der „nationale“ Antisemitismus den Ausschluss der Juden aus der Nation fordert, geht es dem „imperialistischen“ Antisemitismus nationenübergreifend um die Vernichtung der Juden. Daraus formuliert sie ihre zentrale These zum Verhältnis von Bourgeoisie, Imperialismus und nationalsozialistischer Bewegung:
„Überall widerstanden die Nationalstaatlichen Institutionen der Brutalität und dem Größenwahn imperialistischer Aspirationen, und die Versuche der Bourgeoisie, den Staat und seine Gewaltmittel als Instrumente für die eigenen wirtschaftliche Ziele zu benutzen, waren immer nur halb erfolgreich. Dies änderte sich erst, als die deutsche Bourgeoisie alle ihre Karten auf die Hitlerbewegung setzte in der Hoffnung, daß der Mob ihr die Herrschaft verschaffen werde. Aber da war es bereits zu spät. Zwar gelang es der Bourgeoisie, mit Hilfe der Nazibewegung den Nationalstaat zu zerstören; aber dies war ein Pyrrhussieg, denn der Mob bewies sehr schnell, daß er willens und fähig war, selbst zu regieren, und entmachtete die Bourgeoisie zusammen mit allen anderen Klassen und staatlichen Institutionen.“
Vor dem Hintergrund der Bedeutung des Imperialismus für den Antisemitismus beschäftigt sie sich im zweiten Teil intensiv mit den Formen des Imperialismus im 19. Jahrhundert. Arendt zeichnet die Zwänge und Funktionsweisen der kapitalistischen Produktion nach und erklärt die Notwendigkeit des Imperialismus für die Nationalstaaten.
„Und so kam es, daß zum ersten Mal die politischen Machtmittel des Staates den Weg gingen, der ihnen vom Kapital vorgewiesen war.“
Neben der Notwendigkeit zur Expansion führt der Imperialismus gleichzeitig dazu, dass sich das Kapital seiner staatlichen Bindung entzieht. Arendt beschreibt, wie der Imperialismus die politischen Räume der Gesellschaft zersetzt. Sowohl in der Außenpolitik als auch in der Innenpolitik werden Hindernisse beseitigt, die die Expansion des Kapitals stören. Sie stellt die These auf, dass das Politische in dem Maße zerstört wird, wie dem Imperialismus keine Grenzen gesetzt werden.
„Insgesamt aber ist von dem Element des Antisemitismus im Aufbau der totalitären Herrschafts- und Bewegungsformen zu sagen, daß es sich voll erst im Zersetzungsprozeß des Nationalstaates entwickelte, zu einer Zeit also, als der Imperialismus bereits im Vordergrund des politischen Geschehens stand.“

### Rassismus als Dimension des Imperialismus
Die Autorin erweitert den marxistischen Imperialismusbegriff um die Dimension des Rassismus und kritisiert die Reduzierung der Auseinandersetzungen mit dem Kapitalismus auf die rein ökonomischen Fragen:
„Die frühzeitige Entdeckung der rein ökonomischen Veranlassungen und Triebfedern des Imperialismus … hat die eigentliche politische Struktur, den Versuch nämlich, die Menschheit in Herren- und Sklavenrassen, in »higher and lower breeds«, in Schwarze und Weiße … einzuteilen, eher verdeckt als aufgeklärt.“
Sie unterscheidet hier zwei Ausformungen des Imperialismus, den überseeischen und den kontinentalen Imperialismus. Am Beispiel der „Rassengesellschaft“ in Südafrika und des Despotismus im Kolonialismus eines Carl Peters („Ich hatte es satt, unter die Parias gerechnet zu werden, und wollte einem Herrenvolk angehören.“) verdeutlicht sie das Zusammenwirken von Rassismus und Kapitalismus im überseeischen Imperialismus.
Als literarische Quelle für ihre Herleitung des Rassismus zieht Hannah Arendt unter anderem den polnisch-britischen Schriftsteller Joseph Conrad heran. Die europäische Expansionspolitik im Zeitalter des Imperialismus hält sie für die Entstehung der Rassenlehre des 20. Jahrhunderts für entscheidend. Ausgangspunkt ihrer Analyse ist der Rassebegriff der Buren, der als Reaktion auf die Begegnung mit den aus ihrer Sicht „geisterhaften Wesen“ von Afrikanern entstanden sei, „die weder Menschen noch Tier zu sein schienen“ und „ohne alle fassbare zivilisatorische oder politische Realität[,] den schwarzen Kontinent bevölkerten und übervölkerten.“ Die Buren wollten aber auf keinen Fall der gleichen Gattung Lebewesen angehören wie diese in ihren Augen erschreckenden Eingeborenen. Die furchtbaren Massaker, die der Rassenwahn dann hervorrief (der Völkermord an den Herero und Nama, das Morden Carl Peters’, die ungeheuerliche Dezimierung der Kongobevölkerung durch den belgischen König) deutet Arendt als Konsequenz dieser Abwehr. Der Irrsinn und die entsetzlichen Folgen des Rassismus hätten das Entsetzen, aus dem er entstand, noch weit übertroffen, seien jedoch nur daher begreiflich. Über Conrads Texte lasse sich die Erfahrung, die dieser grausamen Praxis des überseeischen Rassismus vorausging, erschließen:

„[W]ill man daher das Entsetzen begreifen, aus dem er entstand, so wird man sich Auskunft weder bei den Gelehrten der Völkerkunde holen dürfen, da sie ja von dem Entsetzen gerade frei sein mußten, um mit der Forschung überhaupt beginnen zu können, noch bei den Rassefanatikern, die vorgeben, über das Entsetzen erhaben zu sein, noch schließlich bei denen, die in ihrem berechtigten Kampf gegen Rassevorstellungen aller Art die verständliche Tendenz haben, ihnen jegliche reale Erfahrungsgrundlage überhaupt abzusprechen. Joseph Conrads Erzählung «Das Herz der Finsternis» ist jedenfalls geeigneter, diesen Erfahrungshintergrund zu erhellen, als  die einschlägige geschichtliche oder politische oder ethnologische Literatur.“

In Arendts Analyse des frühen Kapitalismus in Südafrika, der von gesetzlosen Abenteurern und Glücksrittern ohne Ideale getragen gewesen sei, die den Abschaum der europäischen Gesellschaft verkörperten, nennt sie wiederum Conrad als Gewährsmann. Er habe diese Art von abstoßenden Individuen in der Figur des Herrn Kurtz treffend beschrieben: „durch und durch leer und hohl, leichtsinnig und weichlich, grausam und feige, voller Gier, aber ohne jede Kühnheit.“ Arendt nimmt an, dass Carl Peters Conrad als Modell für Herrn Kurtz gedient habe. Auch auf weitere Figuren Conrads wie Herrn Jones aus seinem Roman Sieg nimmt Arendt Bezug: äußerlich Gentlemen der guten Gesellschaft, innerlich lasterhafte Schurken, die sich im gesetzlosen Dschungel trafen und dort blendend miteinander auskamen. Die „Eingeborenen“ schildert Arendt angelehnt an Conrad als undurchschaubare Schemen, die die europäischen Rassisten an Insassen eines Irrenhauses erinnerten. Sie zu töten war, als morde man keinen Menschen; andererseits erinnerten sie an prähistorische Menschen, die prinzipiell doch die gleiche Natur wie die „herrschende Rasse“ zu haben schienen.
Einige Jahrzehnte später, so meint Arendt, wurden die ethischen Standards auch in Europa aufgegeben und die in Afrika erprobten Ideologien und Handlungsmuster reimportiert.

### Biologistisch-völkischer Antisemitismus als Grundlage der Vernichtungspolitik
Der kontinentale Imperialismus findet seinen Ausdruck im völkischen Nationalismus der „verspäteten Nation“. Besonders die Nationen in Ost- und Mitteleuropa konnten noch auf keine nationale Geschichte zurückblicken. Hier finden nach Arendt diejenigen politischen Kräfte ihre Anliegen wieder, denen es nicht gelang, sich bisher national zu emanzipieren. Sie erläutert in diesem Zusammenhang, wie der demokratische Volksbegriff der Aufklärung seitens der völkischen Bewegung abgelehnt und romantisch aufgeladen wird und zeigt auf, wie dieser völkische Nationalismus den Antisemitismus biologistisch, rassistisch werden lässt, den Rassismus antisemitisch und in einem Antisemitismus der Vernichtung mündet. Aus dem Völkischen Nationalismus konnte sich die Ideologie der „Volksgemeinschaft“ entwickeln.
„Totalitäre Regierungen, die im Zuge ihrer Welteroberungspolitik ohnehin trachten mußten, die Nationalstaaten zu zerstören, haben sich ganz bewusst darum bemüht, die staatenlosen Gruppen zu vermehren, um die Nationalstaaten von innen her zu zersetzen.“
Die Situation der Flüchtlinge und Staatenlosen, die Zerstörung ihrer rechtlichen und anschließend moralischen Position, wie sie sich den Flüchtlingen im Internierungslager in der Zwischenkriegszeit bis hin zum Vernichtungslager im Nationalsozialismus voll entwickelt zeigt, wird entscheidend für Arendts Analyse totalitärer Politik:
„Denaturalisierung und Entzug der Staatsbürgerschaft gehörten zu den wirksamsten Waffen in der internationalen Politik totalitärer Regierungen, weil sie hierdurch dem Ausland, das innerhalb seiner eigenen Verfassungen unfähig war, den Verfolgten die elementarsten Menschenrechte zu sichern, ihre eigenen Maßstäbe aufzwingen konnten. Wen immer die Verfolger als Auswurf der Menschheit aus dem Lande jagten – Juden, Trotzkisten und so weiter –, wurde überall auch als Auswurf der Menschheit empfangen, und wen sie für unerwünscht und lästig erklärt hatten, wurde zum lästigen Ausländer, wo immer er hinkam.“
In einem Rundbrief des Auswärtigen Amtes vom Januar 1939, „also kurz nach den Novemberpogromen, an alle deutschen Stellen im Ausland“ wird betont, dass das Ziel dieser Verfolgungen nicht nur die Entfernung der Juden aus Deutschland sei, vielmehr sollte der Antisemitismus in die westlichen Länder getragen werden, in denen Juden Zuflucht gefunden hatten. Die Auswanderung von hunderttausend Juden habe in dieser Hinsicht bereits die erwünschten Resultate gezeigt; Deutschland sei an der Zerstreuung der Juden interessiert, da diese die beste Propaganda für die gegenwärtige deutsche Judenpolitik bilde. Es liege im deutschen Interesse, die Juden als Bettler über die Grenzen zu jagen, denn je ärmer der Einwanderer sei, desto größer die Last für das Gastland. Akribisch verdeutlicht Arendt den Zusammenhang zwischen totalitärer Propaganda für den Antisemitismus durch eine Politik der Entrechtung von Flüchtlingen, da politische Rechte an eine Staatlichkeit gebunden waren:
„Daß diese Propaganda der vollendeten Tatsachen bessere und schnellere Resultate erzielen würde als alle Propagandareden zusammen, war offenbar. Denn nicht nur gelang es auf diese Weise, die Juden wirklich zum Abschaum der Menschheit zu machen, es gelang auch, was im großen gesehen ungleich wichtiger für totalitäre Herrschaft war, praktisch, am Modell einer unerhörten Not für unschuldige Menschen, darzulegen, daß solche Dinge wie unveräußerbare Menschenrechte bloßes Geschwätz und dass die Proteste der Demokratien nur Heuchelei seien. Das bloße Wort »Menschenrechte« wurde überall und für jedermann, in totalitären und demokratischen Ländern, für Opfer, Verfolger und Betrachter gleichermaßen, zum Inbegriff eines heuchlerischen oder schwachsinnigen Idealismus.“
Indem Arendt die geschichtliche Entwicklung des vernichtenden Antisemitismus bis zum Nationalsozialismus in den Ursprüngen nachzeichnet, lehnt sie die Sündenbocktheorie sowie die „Ventiltheorie“ als Erklärung ab und verweist auf die Entwicklung des Nationalismus, der den Juden keinen eigenen Platz im Staat einräumte.
„Hier sieht es nun in der Tat so aus, als hätten wir die „Sündenböcke“ jener Theorien vor uns, und es ist keine Frage, daß hier zum ersten Male eine wirkliche Verlockung besteht, den Antisemitismus als etwas zu erklären, was mit der geschichtlichen Existenz in keinerlei geartetem Zusammenhang steht. Denn an dem, was den Juden schließlich wirklich passierte, ist wohl nichts so grauenhaft einprägsam wie die vollkommene Unschuld aller, die in der Terrormaschine gefangen wurden. Über diesem berechtigten Grauen sollte man nicht vergessen, daß der Terror nur in seinem letzten Stadium sich als die Herrschaftsform des Regimes offenbart und daß diesem Stadium notwendigerweise eine Reihe von Etappen vorangehen müssen, in welchen er sich ideologisch rechtfertigen muß. Die Ideologie also muß erst einmal viele und sogar eine Majorität überzeugt haben, bevor der Terror voll losgelassen werden kann. Für den Historiker ist entscheidend, daß die Juden, bevor sie Opfer des modernen Terrors wurden, im Zentrum der Nazi-Ideologie standen, denn nur der Terror kann sich seine Opfer willkürlich auswählen, aber nicht Propaganda und Ideologie, die Menschen überzeugen und mobilisieren wollen.“
Die Frage, warum die Juden als Opfer ausgewählt wurden, beschäftigt Hannah Arendt durchgehend. Bereits in der Einleitung kritisiert sie Aporien der Historiker, die das Bild vom ewigen Juden nicht hinterfragen und in der Suche nach der Schuld der Juden, die sie an Hypothesen wie die Sündenbocktheorie binden, selbst zur antisemitischen Geschichtsschreibung werden:
„… warum gerade die Juden in das Sturmzentrum der Ereignisse getrieben wurden, sind uns die Historiker bisher erstaunlicherweise schuldig geblieben. Zumeist behilft man sich mit der Annahme eines gleichsam ewigen Antisemitismus, den man nicht zu billigen braucht, um ihn als eine natürliche Angelegenheit hinzustellen, dokumentiert aus der Geschichte eines nahezu zweitausendjährigen Judenhasses. Daß die antisemitische Geschichtsschreibung sich dieser Theorie professional bemächtigt hat, bedarf keiner Erklärung; sie liefert in der Tat das bestmögliche Alibi für alle Greuel: Wenn es wahr ist, daß die Menschheit immer darauf bestanden hat, Juden zu ermorden, dann ist Judenmord eine normale, menschliche Betätigung und Judenhaß eine Reaktion, die man noch nicht einmal zu rechtfertigen braucht.“

### Abgrenzung und Charakterisierung der totalen Herrschaft
Ihren Begriff totaler Herrschaft grenzt Arendt ein auf den Nationalsozialismus, endend mit Hitlers Tod, und das System des Stalinismus, das sie von 1929 an bis zu Stalins Tod 1953 in der Sowjetunion verwirklicht sieht. Es handelt sich ihrer Auffassung nach um „Variationen des gleichen Modells“. Nicht der Staat und die Nation sind für die totalitäre Politik letztendlich wichtig, sondern die Massenbewegung, die sich auf Ideologien, wie den Rassismus oder den Marxismus stützt.
„Insofern die totalitären Bewegungen ungeachtet der Herkunft ihrer Führer, den Individualismus sowohl der Bourgeoisie wie des von ihr erzeugten Mobs liquidieren, können sie mit Recht behaupten, daß sie die ersten wirklich antibürgerlichen Parteien in Europa darstellen.“
Als Kennzeichen dieser Herrschaftsform sieht sie: die Umwandlung der Klassen mit Interessen in fanatisierte Massenbewegungen, die Beseitigung von Gruppensolidarität, das Führerprinzip, millionenfache Morde, die Passivität der Opfer, Denunziationen sowie die „Bewunderung für das Verbrechen“.
Darüber hinaus kommt es zu einer „Selbstlosigkeit“, d. h. Selbstvergessenheit, der Einzelnen in der Bewegung. Das eigene Wohlergehen, die Erfahrungen und der Selbsterhaltungstrieb werden ignoriert. Argumenten sind Anhänger von totalitären Massenorganisationen nicht zugänglich. Dies ist nicht allein auf Demagogie zurückzuführen, sondern auf freiwillige Unterwerfung des Mobs, der außerhalb von Verfassungen, Parteien- und Moralsystemen steht. Totalitäre Führer rühmen sich der Verbrechen, die sie begangen haben, und kündigen zukünftige an.
Während Arendt die gesamte Zeit des Nationalsozialismus als totalitär bewertet und Stalin vollständigen Totalitarismus in einem Verbrecherstaat zuschreibt, bezeichnet sie die Sowjetunion bis 1928 als „revolutionäre Diktatur“ bzw. „revolutionäre Einparteiendiktatur“ die erst später von Stalin in „volle totalitäre Herrschaft“ überführt wurde. Für Lenin als „Staatsmann“ findet sie – neben seiner sehr kritisch bewerteten Rolle bei der Errichtung der Diktatur und der auf ihn zurückzuführenden machtopportunistischen Entmachtung der Räte – auch zu einer begrenzt positiven Bewertung, die etwa in seiner persönlichen Fähigkeit, auch eigene Fehler einsehen und zugeben zu können, liege. Lenin habe im Konflikt zwischen Freiheit und materieller und sozialer Entwicklung den Sowjets mit Elektrifizierung den Vorzug gegeben, die Neue Ökonomische Politik als Ausweg aus Hunger und Elend errichtet und damit zunächst die Bauern emanzipiert und die Arbeiterklasse gestärkt sowie die Anfänge eines neuen Mittelstands „geduldet und ermutigt“ und eine weitgehende Nationalitätenpolitik eingeleitet. Die Neue Ökonomische Politik sei insofern der Beginn einer Versöhnung zwischen dem Volk und seiner Regierung gewesen. Zu Stalins Machtergreifung und Errichtung eines Systems totalitärer Herrschaft mit terroristischer Atomisierung der Massen habe es folglich noch die Alternative der Fortsetzung von Lenins neuer ökonomischer Politik gegeben, die einer Stratifizierung der Gesellschaft durch Herausbildung neuer Klassen gedient habe. Allerdings habe Lenin bereits im Laufe des Bürgerkriegs seine schwerste Niederlage erlitten, „als unter dem Zwang des Bürgerkriegs die eigentliche Macht im Staate, die er in den gewählten Räten (Sowjets) hatte vereinigen wollen, in die Hände der Parteibürokratie überging“, eine Entwicklung, für die er selbst direkt verantwortlich gewesen sei, da er die in den Räten demokratisch nicht zu erlangende Vorherrschaft seiner Partei durch die Entmachtung der Räte bewusst herbeigeführt habe, wie auch sein Verständnis der kommunistischen Partei als elitärer Vorhut. Dies konnte später auch von Stalin in Anspruch genommen und weiter radikalisiert werden. Hannah Arendts Betrachtung der Rolle Lenins wird von Andrew Arato als zu positiv bewertet, da sie einerseits Lenins Motivation bezüglich einer Klassenbildung falsch eingeschätzt sowie die Herausbildung totalitärer Organisationen wie der Geheimpolizei bereits unter ihm zwar gesehen, aber in ihrer Auswertung vernachlässigt habe.
Im Vorwort zum dritten Teil vom Juni 1966 beschäftigt sich die Autorin mit der Geschichte Chinas unter Mao Zedong, die zeitweise totalitäre Züge aufweise, und äußert die Befürchtung, dass in China das vollständig ausgeprägte System der totalen Herrschaft unmittelbar bevorstehe. Einen Monat vorher hatte die Kulturrevolution in Peking ihren Anfang genommen. Es drohe eine „bourgeoise Konterrevolution“ durch „Revisionisten“, „parteifeindliche Elemente in der Partei“, „intellektuelle Klapperschlangen“ und „Giftkräuter“.
Laut Arendt ist die totale Herrschaft die einzige Staatsform, mit der es keine Koexistenz und keinen Kompromiss geben kann.
Was moderne Menschen so leicht in die totalitären Bewegungen jagt, … ist die allenthalben zunehmende Verlassenheit. Es ist, als breche alles, was Menschen miteinander verbindet in der Krise zusammen. … Das eiserne Band des Terrors, mit dem der totalitäre Herrschaftsapparat die von ihm organisierten Massen in eine »entfesselte« Bewegung reißt, erscheint so als ein letzter Halt ….
Nicht auf der Grundlage des zeitgebundenen veränderlichen aber auch stabilisierenden positiven Rechts, sondern durch direkte Befehle, die die „Gesetze von Natur oder Geschichte … in furchtbarstem Sinne exekutiert“ handeln totalitäre Machthaber. Während der Glaube der Nazis an Rassegesetze auf der darwinschen Vorstellung vom Menschen als zufällige Erscheinung der Naturentwicklung beruhe, stützten sich die Bolschewiki auf Marx’ Vorstellung vom gigantischen Geschichtsprozess, der seinem Ende entgegenrase und die Geschichte selbst aus der Welt schaffe. Während jedoch der dialektische Materialismus auf den besten Traditionen basiere, sei der Rassismus kläglich-vulgär. Beide Ideologien liefen jedoch auf die Ausscheidung von „Schädlichem“ oder Überflüssigem zugunsten des reibungslosen Ablaufs einer Bewegung hinaus.

#### Zeitweiliges Bündnis zwischen „Mob“ und „Elite“
Zu diesem Abschnitt ihres Buches stellt der 1946 veröffentlichte Essay Über den Imperialismus eine Vorstudie dar. In die amerikanische Erstausgabe von The Origins of Totalitarianism (1951) hat Arendt die ebenfalls 1946 im jüdischen politischen Magazin Commentary erschienene englischsprachige Version dieses Textes Imperialism: Road to Suicide, The Political Origins and Use of Racism unverändert aufgenommen.
Im eigentlichen Herrschaftsapparat spielen, so Arendt, weder Mob noch Elite eine Rolle. Totalitäre Bewegungen jedoch sind durch die echte Ergebenheit ihrer Anhänger geprägt. Gerade ein großer Teil der geistigen und künstlerischen Elite hat sich – wenigstens zeitweise – mit den totalitären Regierungen identifiziert. Die Elite hatte sich (aus guten Gründen), bevor der „Zusammenbruch des Klassensystems“ die „Massenindividuen“ erzeugte, von der Gesellschaft losgesagt und konnte nun die Massen verstehen. Ebenso stand der Mob, der „als frühes Abfallprodukt der Bourgeoisie“ die Unterwelt, das Gesindel („Sexualverbrecher, Rauschgiftsüchtige oder Pervertierte“) bildete, am Rande der Gesellschaft. Er war erstmals bereit und in der Lage, die Massen zu organisieren und da er keine berufliche Karriere anstreben konnte, politische Ämter zu übernehmen. Die Führer der Parteien meinten, dies diskreditiere den Mob, doch es war umgekehrt, da die Lage der Massen so verzweifelt war, dass sie nicht mehr auf die bürgerliche Gesellschaft hofften. Hitlers „hysterischer Fanatismus“ und Stalins „rachsüchtige Grausamkeit“ trugen Züge des Pöbels. Langfristig seien totale Systeme mit eher pedantischen sturen Führerfiguren möglich.
„Die anarchische Verzweiflung, die sich in diesem Zusammenbruch der Massen des Volkes bemächtigte, schien der revolutionären Stimmung der Elite ebenso entgegenzukommen wie den verbrecherischen Instinkten des Mobs.“ … „Jedenfalls beruhte das zeitweilige Bündnis zwischen Elite und Mob weitgehend auf dem echten Vergnügen, das der Mob der Elite bereitete, als er daranging, die Respektabilität der guten Gesellschaft zu entlarven, ob nun die deutschen Stahlbarone den „Anstreicher Hitler“ empfingen oder ob das Geistes- und Kulturleben mit plumpen und vulgären Fälschungen aus seiner akademischen Bahn geworfen wurde.“
Die Elite war besonders fasziniert vom Radikalismus, von der Aufhebung der Trennung zwischen Privatem und Öffentlichem und von der Erfassung des ganzen Menschen durch die jeweilige Weltanschauung. Die Überzeugungen des Mobs waren in Wirklichkeit die reinen, nicht durch Heuchelei abgeschwächten, Verhaltensweisen der Bourgeoisie. Doch die Hoffnungen beider Gruppen wurden nicht erfüllt, da die Führer der totalitären Bewegungen, die zum großen Teil dem Mob entstammten, weder dessen Interessen noch die der intellektuellen Anhänger vertraten, sondern „tausendjährige Reiche“ anstrebten. Initiativen von Mob und Elite wären „beim Aufbau funktionsfähiger Beherrschungs- und Vernichtungsapparate“ eher hinderlich gewesen. Die Machthaber griffen daher lieber auf die „Massen gleichgeschalteter Spießer“ zurück.

#### Totalitäre Propaganda
Während Mob und Elite selbstständig alles Bestehende durch Terror umwälzen wollen, können die Massen erst durch Propaganda in totalitäre Organisationen eingebunden werden. Totalitäre Bewegungen verändern die Realitätswahrnehmung der Gesellschaft und fixieren sie auf universelle Bedeutungen, die ihnen die Bewegung mit den Ideologien von einer „Rassegesellschaft oder eine(r) klassen- und nationslosen Gesellschaft“ sowie durch Theorien von Verschwörungen gegen die Gesellschaft durch Juden oder Parteifeinde wie Trotzkisten.
„In der bolschewistischen Version der totalitären Bewegung finden wir eine merkwürdige Ansammlung von Verschwörungen im Unterschied zu den Nazis, die an einer, der jüdischen Weltverschwörung, festzuhalten pflegten.“
„Die Mentalität moderner Massen vor ihrer Erfassung in totalitären Organisationen ist nur zu verstehen, wenn man die Durchschlagskraft dieser Art Propaganda voll in Rechnung stellt. Sie beruht darauf, daß Massen an die Realität der sichtbaren Welt nicht glauben, sich auf eigene, kontrollierbare Erfahrung nie verlassen, ihren fünf Sinnen misstrauen und darum eine Einbildungskraft entwickeln, die durch jegliches in Bewegung gesetzt werden kann, was scheinbar universelle Bedeutung hat und in sich konsequent ist. Massen werden so wenig durch Tatsachen überzeugt, daß selbst erlogene Tatsachen keinen Eindruck auf sie machen.“
Hannah Arendt unterschied erstmals zwischen der Ideologie und dem Ziel des Terrors totalitärer Bewegungen, eine Sichtweise, die bis heute von Historikern nicht durchgehend geteilt wird. Die Ideologie – „Sozialismus oder Rassedoktrinen“ – ist in ihren Zielen nicht willkürlich. Sie stellt die Voraussetzung für den Einfluss und die Entwicklung totalitärer Bewegungen dar. Dagegen kann sich der Terror gegen jeden richten und ist letztlich völlig willkürlich, d. h. niemals an irgendeine sachliche oder kalkulierbare Begründung gebunden: „Für den Historiker ist entschieden, daß die Juden, bevor sie Opfer des modernen Terrors stellten, im Zentrum der Nazi-Ideologie standen, denn nur der Terror kann sich seine Opfer willkürlich auswählen, aber nicht Propaganda und Ideologie, die Menschen überzeugen und mobilisieren wollen.“
Für den Nationalsozialismus stellt Arendt die Bedeutung für dieses Phänomen anhand der Protokolle der Weisen von Zion heraus.
„Wenn, mit anderen Worten, eine so offensichtliche Fälschung wie die Protokolle der Weisen von Zion von so vielen geglaubt wird, daß sie die Bibel einer Massenbewegung werden kann, so handelt es sich darum, zu erklären, wie dies möglich ist, aber nicht darum, zum hundertsten Male zu beweisen, was ohnehin alle Welt weiß, nämlich, daß man es mit einer Fälschung zu tun hat. Geschichtlich gesehen ist die Tatsache der Fälschung ein sekundärer Umstand.“ (1986, S. 30). Mit diesem Glauben an die Jüdische Weltverschwörung und ihren modernen Elementen, ließen sich mittels dieses Antisemitismus Antworten auf die Probleme vermitteln, die als Probleme der Moderne für die Massen neu waren: „Wesentlich ist …, daß sie auf ihrer Manier alle zentralen Fragen unserer unmittelbaren Vergangenheit aufgreifen und auf sie eine, den bestehenden Zuständen entgegengesetzte Antwort geben. … Es sind die eigentümlich modernen Elemente, denen die Protokolle ihre außerordentliche Aktualität verdanken und die stärker wirken als die viel banalere Beimischung uralten Aberglaubens“.
Auch im Stalinismus findet sie antisemitische Züge nach nazistischem Vorbild. Der Bezug auf eine jüdische Weltverschwörung im Sinne der Weisen von Zion, die Umdeutung des Begriffs „Zionismus“, die alle nichtzionistischen Organisationen und damit alle Juden einschloss, eignete sich aufgrund der vorhandenen antisemitischen Ressentiments in der Bevölkerung eher zur Verwirklichung der Ansprüche auf eine Weltherrschaft als der Kapitalismus oder der Imperialismus.
Haben die Bewegungen erst mal die Macht übernommen, wird die Propaganda durch Indoktrination ersetzt, und der Terror richtet sich nicht allein gegen die angeblichen Feinde, sondern auch gegen die unbequem gewordenen Freunde der Bewegungen. Die Ergebenheit der treuen Mitglieder geht so weit, dass sie jederzeit bereit sind, den Opfertod für den Führer oder die Partei zu sterben. Arendt belegt dies z. B. mit der Haltung der Angeklagten in den Moskauer Prozessen.
Die Lügen bezüglich der Verschwörer werden durch ihre Offensichtlichkeit nicht entkräftet:
„So hat weder die offenbare Hilflosigkeit der Juden gegen ihre Ausrottung die Fabel von der Allmacht der Juden, noch haben die Liquidierung der Trotzkisten in Russland und die Ermordung Trotzkis die Fabel von der Verschwörung der Trotzkisten gegen die Sowjetunion zu zerstören vermocht.“
Eine Mischung aus „Zynismus“ und „Leichtgläubigkeit“ findet sich in allen Hierarchieebenen totalitärer Bewegungen, wobei in den höheren Rängen eher der Zynismus überwiegt.

#### Terror als Wesen totaler Herrschaft
Zunächst wurde in der Zeit des Nationalsozialismus der Machtapparat vollständig etabliert, gleichgeschaltet und nach und nach immer radikaler gestaltet, z. B. von der SA, über die SS als Eliteorganisation bis zu den KZ-Wachen und dem Sicherheitsdienst, dem die negative Bevölkerungspolitik, das Rasse- und Siedlungshauptamt unterstand. Staats- und Parteigremien agierten gleichzeitig, und es blieb undurchschaubar, welche der Instanzen gerade die wirkliche Macht innehatte. Das „Recht zum Morden“ zusammen mit Methoden, das Wissen aus der Welt zu schaffen, wurde sichtbar als Weltanschauung dargestellt.
„Daß die Nazis die Welt erobern, »artfremde« Völker aussiedeln und »erbbiologisch Minderwertige ausmerzen« wollten, war so wenig ein Geheimnis wie die Weltrevolution und -eroberungspläne des russischen Bolschewismus.“
Während die Nazis immer die Fiktion der jüdischen Weltverschwörung aufrechterhielten, änderten die Bolschewiki ihre Fiktion mehrmals: von der trotzkistischen Weltverschwörung, über den Imperialismus, zur Verschwörung der „wurzellosen Kosmopoliten“ usw. Stalins Machtmittel war die Verwandlung der Kommunistischen Parteien in Filialen der von Moskau beherrschten Komintern. Innerhalb der totalen Welt herrschte der Polizeiapparat als Geheimpolizei, GPU oder Gestapo.
Die Zahl der in den Nazi-Vernichtungslagern ermordeten Juden sowie anderer Gruppen und der im „Raubkrieg“ getöteten Menschen war nachweisbar. Aus Arendts Quellenlage war jedoch keine genaue Quantifizierung der Opfer des Stalinismus möglich. Die Morde reichten von der Liquidierung der Kulaken über die Verluste während der Zwangskollektivierung der Landwirtschaft, die Moskauer Prozesse und den Großen Terror. Sie stützte sich auch auf Angaben zeitgenössischer junger russischer Intellektueller über „Massensäuberungen, Verschleppung und Ausrottung ganzer Völker“.
Hannah Arendt beschreibt die Konzentrations- und Vernichtungslager als Versuchsanstalten, die zur Ausrottung von Menschen und zur Erniedrigung von Individuen dienten. In ihnen sollte nachgewiesen werden, dass Menschen total beherrschbar sind, „daß schlechthin alles möglich ist“. Identität, Pluralität, und Spontanität aller Menschen sollten vernichtet werden. Die Lager sind für die Erhaltung des Machtapparats zentral. Die Verbrechen und Gräueltaten sind so ungeheuerlich, das Grauen so groß, dass sie auf Unbeteiligte leicht unglaubwürdig wirken. Denn die Wahrheit der Opfer beleidige den gesunden Menschenverstand. Hitlers „hundertfach wiederholten Ankündigungen, daß Juden Parasiten seien, die man ausrotten müsse“, wurde nicht geglaubt.
Das Grauen vor dem „radikal Bösen“ bringt die Erkenntnis, dass es hier keine politischen, geschichtlichen oder moralischen menschlichen Maßstäbe gibt. Es geht vielmehr um alles oder nichts: die Ausrottung des Menschen im Konzentrationslager und um die Ausrottung des Menschengeschlechts durch die Wasserstoffbombe. Die „irrsinnige Massenfabrikation von Leichen“ wird eher verständlich, wenn die historischen Vorgänge, die dazu geführt haben, nachvollzogen werden.
Konzentrationslager stehen immer außerhalb des normalen Strafsystems. Sie beruhen auf der „Tötung der juristischen Person“. Der Mensch wird reduziert auf: „Jude“, „Bazillenträger“, „Exponenten absterbender Klassen“. Verbrecher werden erst nach Verbüßung ihrer Strafen eingeliefert und bilden häufig die „Aristokratie“ des Lagers. In Deutschland während des Krieges hatten diese Rolle teilweise die Kommunisten inne. Bei den Verbrechern und Politischen kann die Vernichtung der juristischen Person, laut Arendt, nicht vollständig gelingen, „weil sie wissen, warum sie dort sind.“ Die meisten Insassen sind völlig unschuldig. Gerade diese wurden in den Gaskammern liquidiert, völlig ausgelöscht, während wirkliche Regimefeinde häufig schon im Vorfeld getötet wurden. Die Entrechtung des Menschen sei „Vorbedingung für sein totales Beherrschtsein“ und gelte für jeden Einwohner eines totalitären Systems.
Hinzu kommt die „Ermordung der moralischen Person“. Es handelt sich um ein System des Vergessens, das bis in die Familien- und Freundeskreise der Betroffenen reicht. Der Tod wird anonymisiert. Moralisches Handeln, Gewissensentscheidungen werden unmöglich. Arendt zitiert den Bericht von Albert Camus über eine Frau, der die Nazis die Wahl gelassen hatten zu entscheiden, welches ihrer drei Kinder getötet werden sollte.
Das einzige, was dann noch bleibt, um die Verwandlung von Personen in „lebendige Leichname“ zu verhindern, ist die Beibehaltung der „Differenziertheit, der Identität“. Hannah Arendt führt deutlich vor Augen: die Zustände bei den Transporten in die Lager, das Kahlscheren der Schädel, die Entkleidung, die Tortur und die Ermordung. Während die SA noch mit „Hass“ und „blinder Vertiertheit“ tötete, war der Mord im Lager ein mechanisierter Vernichtungsakt, teilweise ohne „individuelle Bestialität“ durch normale Menschen, die zu Mitgliedern der SS erzogen worden waren.
Nach Montesquieu gibt es in jeder politischen Formation das Wesen einer Regierung und ihr Prinzip. Das Wesen der totalitären Regierung ist, wie Arendt herausarbeitet, der Terror, der zunächst eine eigentümliche Anziehungskraft auf moderne entwurzelte Menschen ausübt, später die Massen zusammenpresst und alle Beziehungen zwischen Menschen zerstört. Das Prinzip ist die Ideologie, „der innere Zwang“, umgedeutet und so weit angenommen, bis die Menschen voller Furcht, Verzweiflung und Verlassenheit vorwärtsgetrieben werden in die Erfahrungen des eigenen Todes, wenn man schließlich selbst zu den „Überflüssigen“ und „Schädlingen“ gehört.
Die totale Herrschaft bricht Arendt zufolge nicht in einem langwierigen Prozess, sondern plötzlich zusammen, und anschließend verleugnen die meisten ihrer Anhänger die Teilnahme an Verbrechen, ja selbst die Zugehörigkeit zur Bewegung.

## Ausgaben
- Erstausgabe: The Origins of Totalitarianism. New York 1951. Englische Ausgabe: The Burden of Our Time. London 1951.
- Deutsche Erstausgabe: Elemente und Ursprünge totaler Herrschaft. Europäische Verlagsanstalt, Frankfurt am Main 1955.
- Elemente und Ursprünge totaler Herrschaft. Ullstein, Berlin/Wien 1975. 3 Bände: I: Antisemitismus, II: Imperialismus, III: Totale Herrschaft.
- Elemente und Ursprünge totaler Herrschaft. Antisemitismus, Imperialismus, totale Herrschaft. Piper, München u. Zürich 1986. 12. Auflage. 2008, ISBN 978-3-492-21032-4.

## Sonstiges
- Hannah Arendt, Eric Voegelin: Disput über den Totalitarismus. Texte und Briefe. Hg.: Hannah-Arendt-Institut für Totalitarismusforschung in Zusammenarbeit mit dem Voegelin-Zentrum. V&R unipress Göttingen 2015, ISBN 978-3-8471-0492-6.